# Konstantin Mráček
Konstantin Mráček (9. února 1859, Praha – 15. května 1931, Paříž) byl český architekt a stavitel. Mezi jeho nejvýznamnější realizace patří dům Bellevue na Smetanově nábřeží v Praze.

## Život
Konstantin Mráček studoval v letech 1876–1882 na české technice pozemní stavitelství. Poté odcestoval do Paříže, kde pobýval pravděpodobně do roku 1886 (nejsou žádné zprávy o tom, zda v Paříži existují nějaké jeho realizace). Po návratu působil především v Praze jako projektant a stavitel. Od roku 1902 se pak věnoval spíše pedagogické činnosti (Vyšší státní průmyslové škola v Plzni, Vyšší státní průmyslová školda v Prazem škola v Jaroměři). V závěru života se vrátil zpět do Paříže, kde zemřel stářím roku 1931.
Stavitelství se věnoval i mladší bratr Jindřich Mráček, se kterým Konstantin Mráček na některých projektech spolupracoval.

## Dílo

### Charakteristické prvky
Jan E. Svoboda ve svém článku Praha stoletá (3), K autorství některých pražských fasád období secese, moderny a kubismu uvádí: "Na Mráčkových stavbách se často objevují ostře řezané bosáže, klenáky ve špaletách či špalety přerušované třemi kolmými pásky, motiv kotvy ve zdivu, věnce, barokizující (slepá) balustráda. Častěji se vyskytuje i fasáda nebo její část v „režném“ provedení, či spíše s keramickým obkladem cihlové barvy."

### Architektonické realizace
- novostavba domů 328, 329 a 330/I na Smetanově nábřeží a v ulici Karolíny Světlé v Praze, včetně domu Bellevue (1893 - 1897) - realizováno společně s bratrem Jindřichem ve stylu nizozemské renesance s prvky romantismu[4]
- rozšíření sklepa u barokního domu 137/III v ulici Pod Bruskou v Praze na Malé Straně (1894)[4]
- neorenesanční novostavba Malostranské záložny na nároží Mostecké ulice a Malostranského náměstí v Praze podle plánu architekta Jana Šuly (1894)[4]
- stavba fary u sv. Petra čp. 1137/II v Praze ve stylu české renesance (1894)[4]
- neorenesanční nájemní dům 1168/II v Petrské ulici v Praze (1894 - 95)[4]
- nově vzniklé čtvrté patro budovy čp. 87 na rohu Platnéřské a Křižovnické ulice v Praze (1897)[4]
- projekt škol v Chlumci nad Cidlinou dle návrhu Vratislava Pasovského (1898 - 99)[4]

### Možné architektonické realizace
Na základě uplatněných stylových prvků je možná Mráčkova účast také na následujících projektech:
- klinika Na Bojišti 1 v Praze (1891 - 92)
- trojice domů ve stylu jindřichohradecké neorenesance na Jiráskově náměstí a v Dittrichově ulici v Praze (1892)
- dům U Sedlerů na Karlově náměstí v Praze (1894)
- adaptace mlýna na Karlovy lázně na Smetanově nábřeží v Praze (1895)
- nárožní činžovní dům v Liliové a Náprstkově v Praze (1895)
- vila Lalotta v ulici V Lučinách v Praze (1896)
- řadový činžovní dům v Dobrovského 24 v Praze s maskarony čertů na fasádě (1896)
- dům U Prasátků v Trojické v Praze (1897)
- dům Mánesova 34 v Praze (asi 1899)
- dům Štupartská 4 v Praze (asi 1899)
- bývalá dětská nemocnice Sokolská 2 v Praze (1898 - 1900)
- řadový dům Újezd 37 v Praze (1903 - 04)
- nárožní dům U Pěti králů ve Vyšehradské ulici 9 v Praze (1906)
- činžovní dům v Gorazdově 6 v Praze (1906)
- továrna v ulici Komunardů 9 - 11 v Praze (1910)

## Galerie

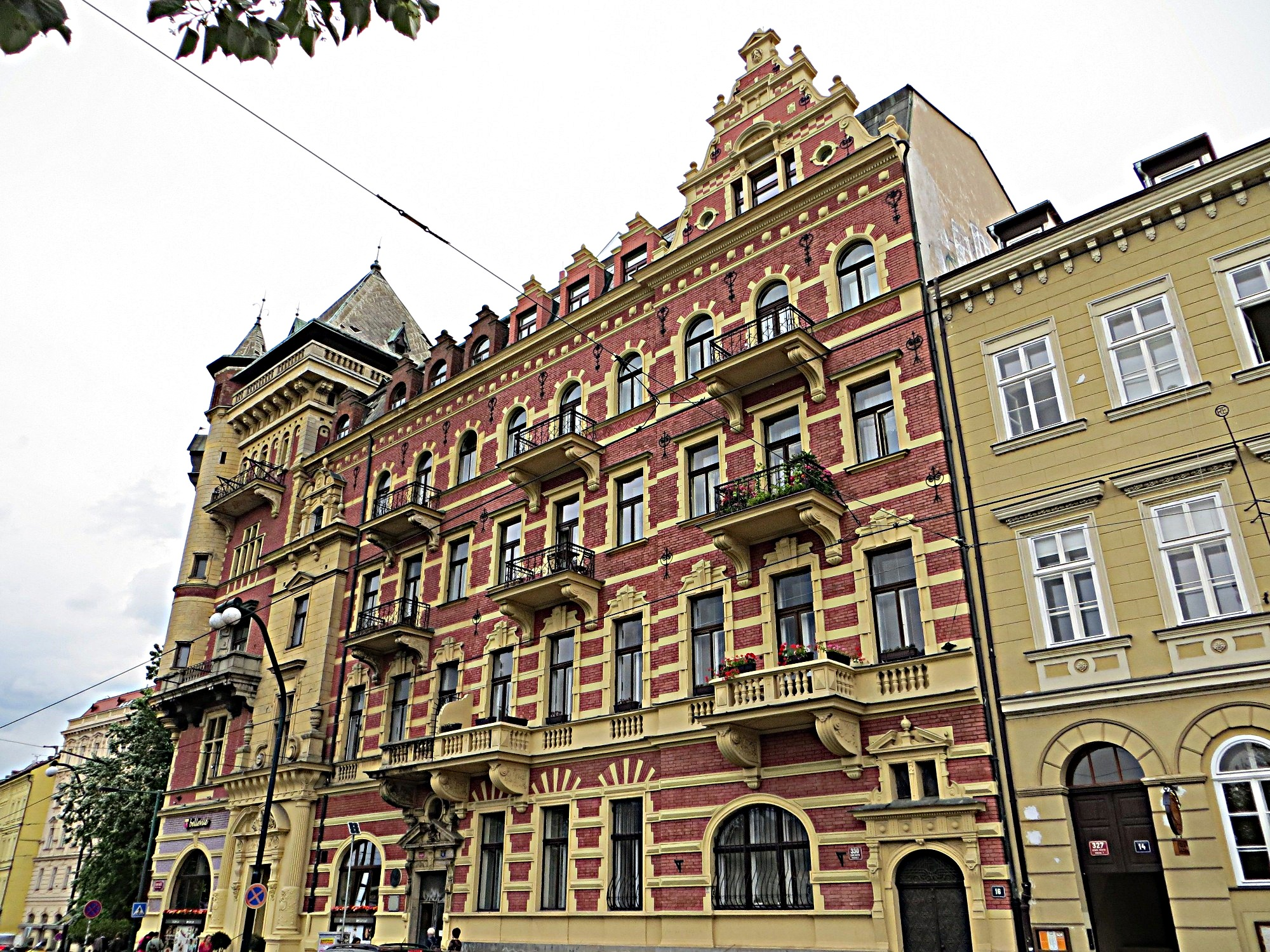
Dům Bellevue na Smetanově nábřeží v Praze
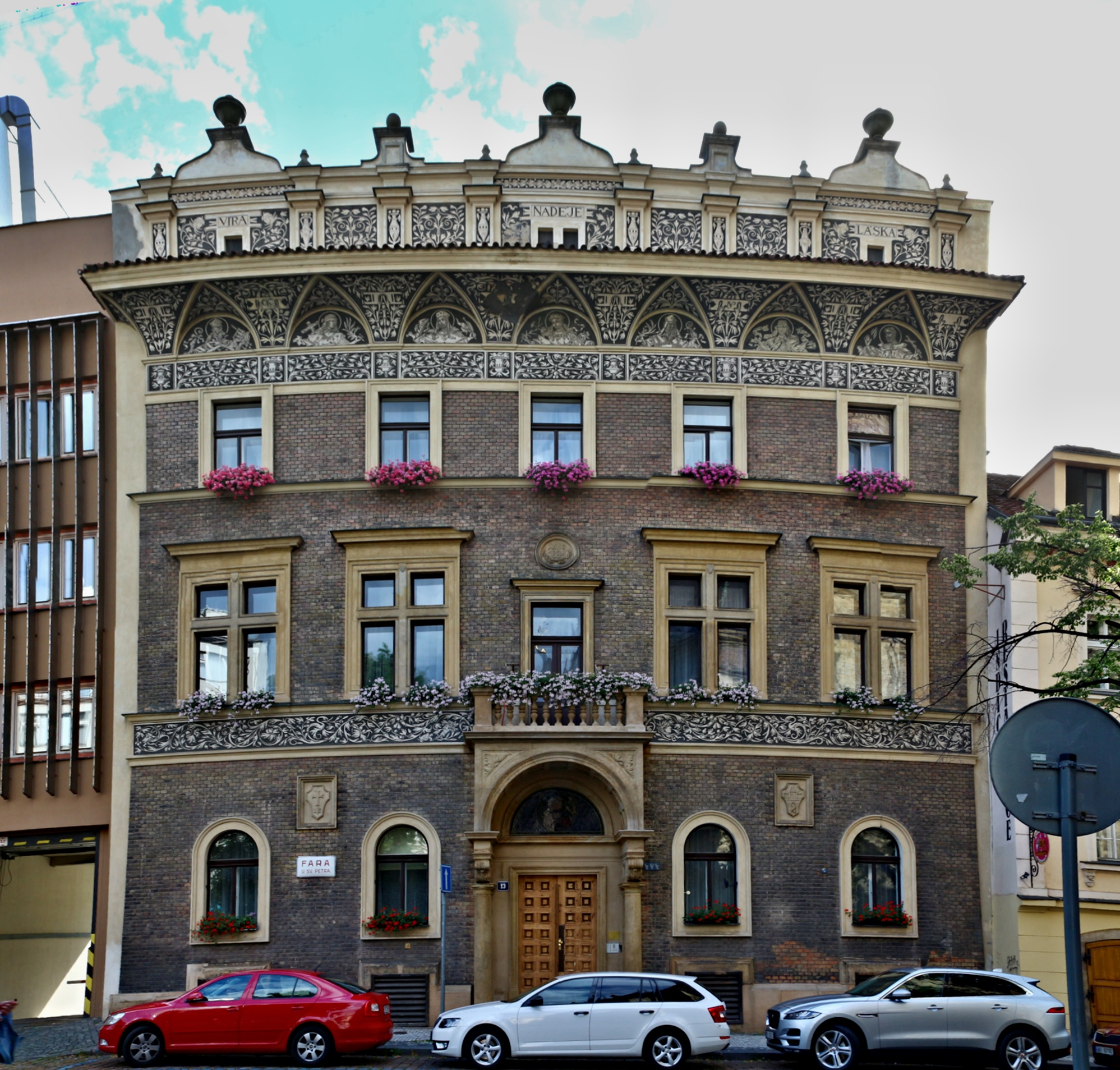
Fara sv. Petra v Praze
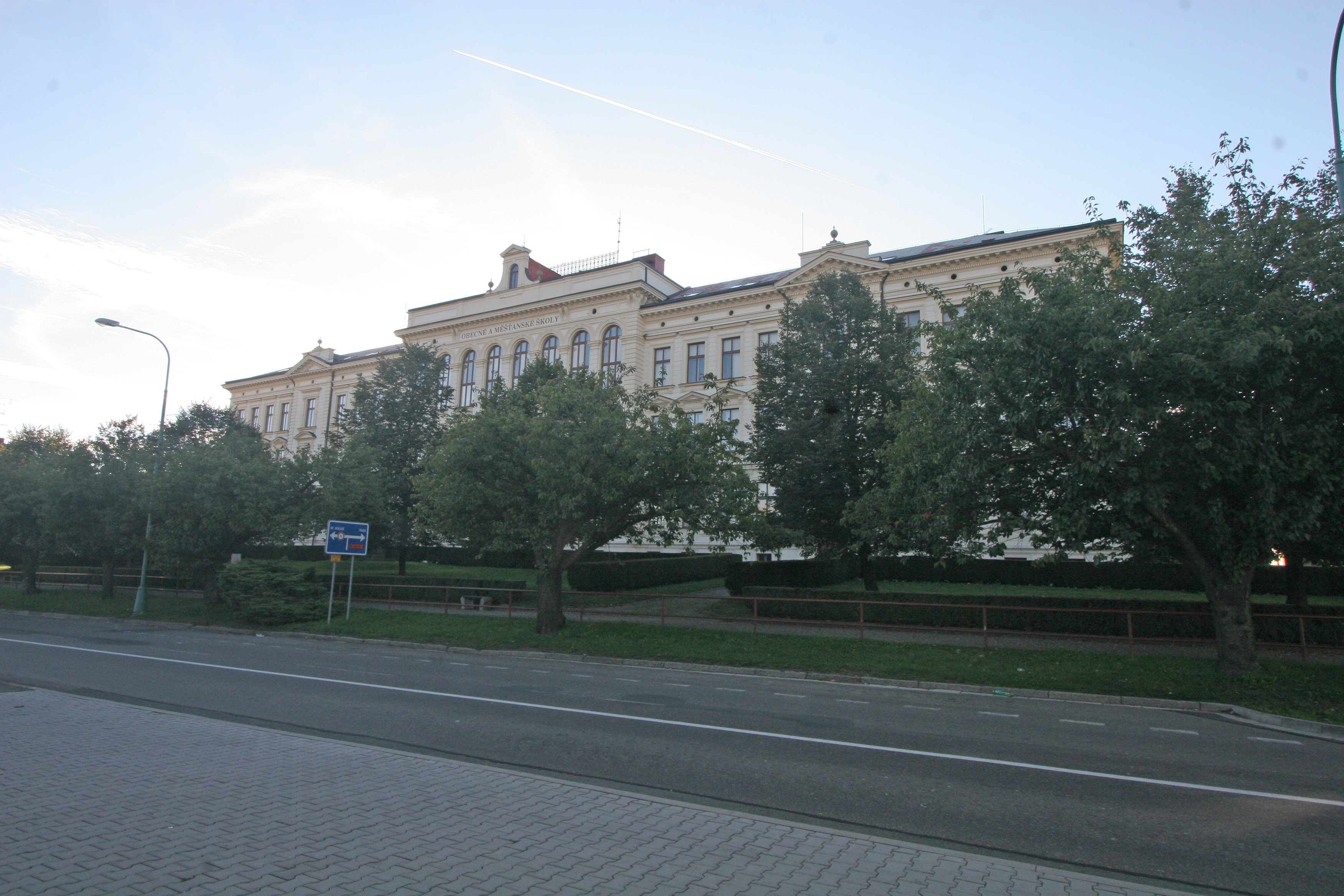
Škola v Chlumci nad Cidlinou
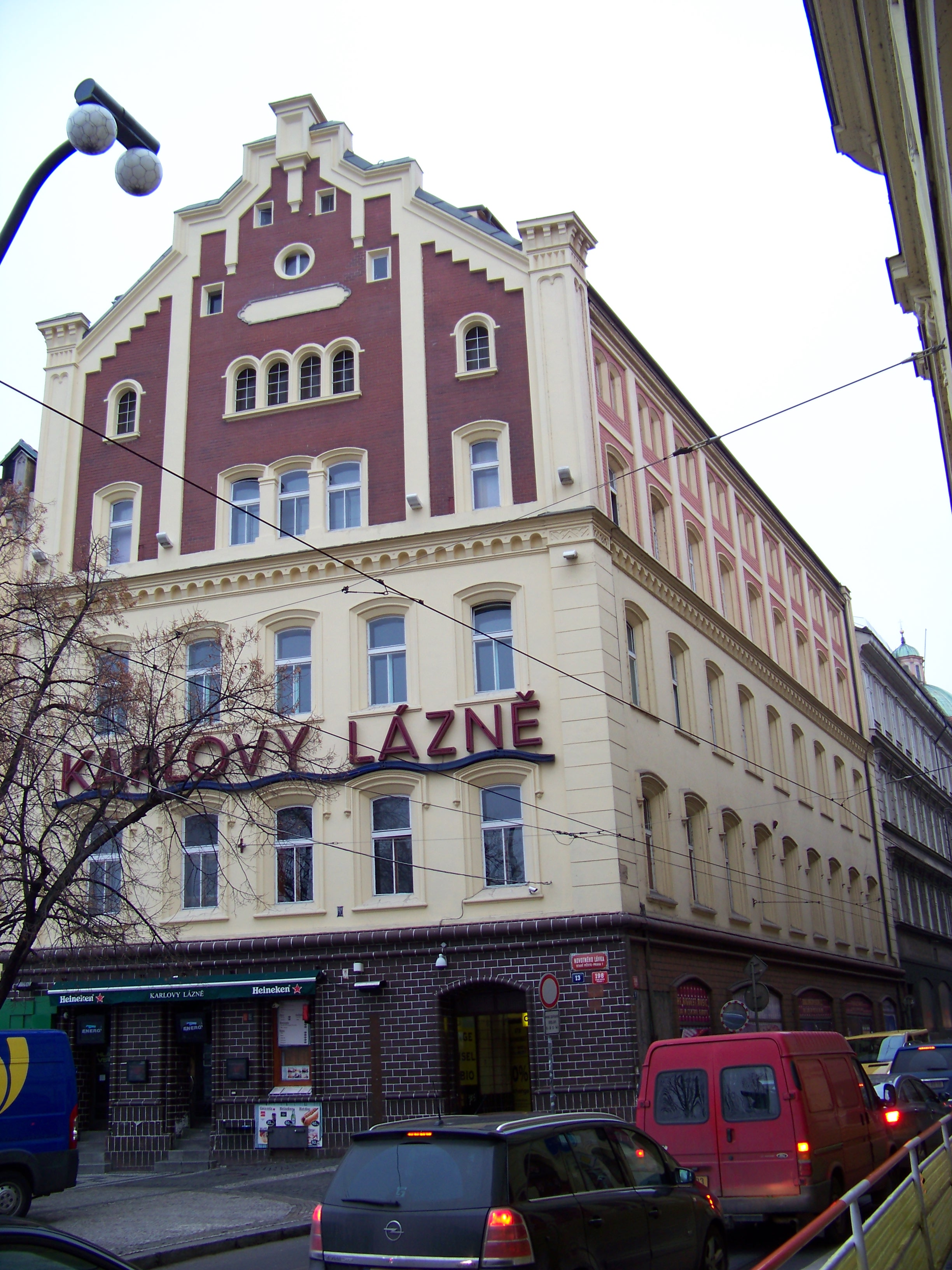
Karlovy lázně v Praze